# 1000e régiment de sécurité
Le 1000e régiment de sécurité (en allemand Sicherungs-Regiment 1000) était un régiment des Sicherungstruppen allemandes destinée à la répression et à l’anéantissement des maquisards, limousins et auvergnats en particulier, et qui sévit dans ces régions de mars-avril à août 1944.

## Différentes dénominations
- 1943-1944 :  mot. Sicherungs-Regiment 100
- 1944 :
  - Sicherungs-Regiment 1000
  - Grenadier-Regiment 1212

## Historique
Le mot. Sicherungs-Regiment 100 est créé en France en décembre 1943 comme une unité motorisée de sécurité avec un état-major, une compagnie de chars et 2 bataillons.
Chaque bataillon était composé de 4 compagnies d'infanterie motorisée et anti-aérienne.
Le régiment est rattaché au Militärbefehlshaber Frankreich.
En février 1944, le régiment est rebaptisé  Sicherungs-Regiment 1000 (1000e régiment de sécurité et parfois appelé Grenadier-Regiment (motorisiert) 1000), et dirigé à Montargis et Briare pour être rapidement opérationnel.
En juin 1944, la Sicherungs brigade 74 est créée, à Montargis et Briare, avec le Sicherungs-Regiment 1000, le Sicherungs-Regiment 1010 et l'Aufklärungs-Abteilung 1000, afin de pouvoir intervenir rapidement contre de potentielles opérations parachutistes alliées sur la région Parisienne.
Inclus dans la brigade de repression du général Jesser, la Sicherungs-Brigadestab 74 sera finalement employée pour réprimer et anéantir les groupes de maquisards, en Auvergne et dans le Limousin, de juin à août 1944. Engagé en mai et juin dans la bataille du Mont Mouchet puis en juillet dans le Limousin, le 1000e régiment de sécurité sème ensuite la terreur de Clermont-Ferrand à Tulle, le long de la route nationale 89 comme à Ussel.
En août 1944, en raison du débarquement de Provence, l'ensemble de la brigade reçoit un ordre de repli immédiat vers l'est.
Le 8 octobre 1944, le Sicherungs-Regiment 1000 est renommée Grenadier-Regiment 1212 et rattaché à la 189e division d'infanterie dans la 19e armée et prend part aux combats en Alsace, en particulier lors des combats pour la trouée de Belfort et la poche de Colmar.
En janvier 1945, la 189. Infanterie-Division est détruite dans la poche de Colmar. Les quelques débris du Grenadier-Regiment 1212 parvenu à quitter l'Alsace sont rattachés à la 805e division d'infanterie (Division Nr. 805) qui sera elle-même absorbée, en avril 1945, par la 352e Volksgrenadier Division

## Composition
- État-major
- Panzerkompanie
- I. Bataillon
  - 1. Kompanie
  - 2. Kompanie
  - 3. Kompanie
  - 4. Kompanie
- II. Bataillon
  - 5. Kompanie
  - 6. Kompanie
  - 7. Kompanie
  - 8. Kompanie
  - 13. Kompanie
  - 14. Kompanie
  - 15. Pionier-Kompanie